# Цеста (Кршко)
Цеста (словен. Cesta) — поселення в общині Кршко, Споднєпосавський регіон, Словенія. Висота над рівнем моря: 379,9 м.